# Парк влюблённых (Ереван)
Парк влюблённых (арм. Սիրահարների այգի) — общественный парк в Ереване, столице Армении, расположенный на проспекте Баграмяна. Парк занимает территорию площадью 2,5 гектара. Парк был полностью обновлён в 2005—2008 годах и заново открыт в ноябре 2008 года.

## История
История парка берёт своё начало в XVIII веке, когда он был известен как Сад Козерна, названный так по району Козерн, северо-западного пригорода старого Еревана. Район был известен своим средневековым кладбищем и часовней.
После Второй мировой войны парк был обновлён и назван в 1949 году в честь Александра Пушкина, когда отмечалось 150-летие со дня рождения поэта. Решение о переименовании принял Совет министров Армянской ССР. Позднее, в 1970 году, парк получил новое название Барекамутюн (дружба), которое символизировало дружбу народов СССР. В 1995 году, после обретения Арменией независимости, парк вновь сменил своё название и получил нынешнее: Парк влюблённых. Оно было объяснено тем, что парк служил излюбленным местом встреч для многочисленных пар во второй половине XX века.
С 1981 года в северо-западном углу парка расположен вход на станцию Маршал Баграмян.
В 2005 году по инициативе мецената Альбера Погосяна его фонд начал реконструкцию парка. В следующем году французский дизайнер и архитектор Пьер Рамбах представил эскизы проекта нового Парка влюблённых, которые получили одобрение у Ереванского городского совета. Пьер Рамбах несколько раз посещал Армению, чтобы исследовать армянские пейзажи и найти наилучшее сочетание строгих японских принципов озеленения с духом Армении.
После полной реконструкции и обустройства в 2005—2008 годах Парк влюблённых был заново открыт в ноябре 2008 года. Среди прочего в парке расположился амфитеатр вместимостью в 215 сидячих мест и площадью в 100 м². В 2010 году в парке была установлена статуя Геворга Эмина, армянского советского поэта, скульптора Ашота Арамяна.

## Мероприятия
В парке проходят следующие мероприятия:
- отмечаются национальные праздники Армении
- кинопоказы на открытом воздухе в рамках международного кинофестиваля Золотой абрикос
- фестивали чтения на открытом воздухе
- музыкальные фестивали
- живые концерты
- выставки

## Факты и цифры
- Общая площадь: 1,6 га.
- Зеленая территория: 1,05 га.
- Количество деревьев: 370.
- Площадь водной поверхности: 0,11 га.
- Количество водопадов: 4.

## Галерея
- Пруд и «Achajour Cafe» в Парке влюблённых
- Водопад в Парке влюблённых
- Амфитеатр Роберта Богосяна
- Скульптура  «Арменуи»
- Статуя Геворга Эмина в Парке влюблённых
- Скульптура «Союз любви»